# Americabaetis intermedius
Americabaetis intermedius is een haft uit de familie Baetidae. De wetenschappelijke naam van de soort is voor het eerst geldig gepubliceerd in 1998 door Lugo-Ortiz & McCafferty.
De soort komt voor in het Nearctisch gebied en het Neotropisch gebied.